# Cydia
Cydia er en softwareapplikation til operativsystemet iOS, der gør det muligt for brugere af applikationen at downloade softwarepakker (heriblandt andre applikationer) til deres iOS-enheder såsom iPhone, iPod Touch og iPad udenom Apples egen App Store.
Applikationen er udviklet af Jay Freeman, der også er kendt under kunstnernavnet saurik og er udgivet i marts 2008.
Cydia gør det muligt at få tredjepartsapplikationer, som ikke er godkendt af Apple Inc., downloadet til enheden. Betingelsen for at installere Cydia på en given iOS-enhed er dog, at den enkelte enhed har været udsat for et såkaldt jailbreak, der muliggør, at brugeren opnår root access i det ellers lukkede operativsystem.